# Adolphe Menjou
Adolphe Jean Menjou (Pittsburgh, 18 de febrer de 1890 − Beverly Hills, 29 d'octubre de 1963) va ser un actor estatunidenc. El 1931 va ser nominat a l'Oscar al millor actor, tot i que no va guanyar l'estatueta.

## Biografia
Va néixer en una família d'origen francès, a la ciutat de Pittsburgh, estat de Pennsilvània, als Estats Units, el 18 de febrer de 1890.
Va ser educat en algunes escoles militars, com l'Acadèmia Militar Culver, pensant a dedicar-se professionalment a la carrera com a enginyer militar, va completar estudis a la Universitat Cornell, Nova York.
Va estrenar-se en l'escena teatral, amb papers en el vodevil, per dedicar-se al cinema mut el 1914.
Pràcticament en tota la seva filmografia actua en papers secundaris, en papers adequats al seu físic, cosa que no li va permetre accedir a papers del típic galant de Hollywood.
La Primera Guerra Mundial va suposar un petit lapse en la seva carrera cinematogràfica, ja que es va unir a l'exèrcit dels Estats Units d'Amèrica com a enginyer militar, amb el grau d'oficial, cosa que posteriorment contribuiria a ajudar-lo a exercir amb facilitat determinats papers relacionats amb l'aristocràcia, o en l'àmbit militar.
No va tenir problemes amb el pas del cinema mut al sonor, com va succeir amb diversos actors i actrius, encara que la seva carrera cinematogràfica va sofrir un lapse.
En la dècada de 1950 es va produir el seu declivi definitiu; a causa de les seves idees conservadores va col·laborar en l'anomenada cacera de bruixes organitzada pel Comitè d'Activitats Antiamericanes del senador Joseph McCarthy, que el va allunyar dels sectors progressistes cinematogràfics dels Estats Units. Pel que sembla, va arribar a declarar que els actors que acusava, pels seus gestos, mirades o formes de parlar, transmetien idees comunistes. També va afirmar que els comunistes nord-americans havien de ser enviats als deserts de Texas, perquè els matessin els texans.
Va morir a Los Angeles, Califòrnia, a causa d'una hepatitis.
El 1947 va publicar la seva autobiografia, It Took Nine Tailors.

### Matrimonis
- El seu primer matrimoni va ser amb Katherine Kinsley.
- El 1928 va contreure un segon matrimoni, amb l'actriu Kathryn Carver, de qui es va divorciar el 1934.
- El mateix any, va contreure nou matrimoni amb la també actriu Verree Teasdale, amb la qual havia compartit repartiment en algunes pel·lícules.

## Filmografia seleccionada
- 1920: What Happened to Rosa, de Victor Schertzinger
- 1921: The Sheik, de George Melford
- 1921: Courage, de Sidney Franklin
- 1921: Through the Back Door de Alfred E. Green i Jack Pickford
- 1921: Els tres mosqueters (The Three Musketeers), de Fred Niblo
- 1922: Clarence, de William C. deMille
- 1922: Head over Heels de Paaul Bern i Victor Schertzinger
- 1922: The Eternal Flame, de Frank Lloyd
- 1922: Is Matrimony a Failure?, de James Cruze
- 1923: A Woman of Paris, de Charles Chaplin
- 1924: The Marriage Circle, d'Ernst Lubitsch
- 1924: Forbidden Paradise, d'Ernst Lubitsch
- 1926: The Sorrows of Satan, de D.W. Griffith
- 1930: Morocco, de Josef Von Sternberg
- 1931: Primera plana (The Front Page), de Lewis Milestone
- 1932: Forbidden, de Frank Capra
- 1932: Adéu a les armes (A Farewell to Arms), de Frank Borzage
- 1933: Glòria d'un dia (Morning Glory), de William A. Wellman
- 1933: Little Miss Marker, d'Alexander Hall
- 1936: La Via Làctia (The Milky Way), de Leo McCarey
- 1937: Ha nascut una estrella (A Star Is Born), de William A. Wellman
- 1937: Dames de teatre (Stage Door), de Gregory La Cava
- 1937: Cafe Metropole, de Edward H. Griffith
- 1938: Així neix una fantasia (The Goldwyn Follies), de George Marshall
- 1939: L'aposta era el seu fill (King of the Turf), d'Alfred E. Green
- 1939: The Housekeeper's Daughter, de Hal Roach
- 1941: Espectacle sobre rodes (Road Show), de Hal Roach
- 1942: Roxie Hart, de William A. Wellman
- 1942: Ballant neix l'amor (You Were Never Lovelier), de William A. Seiter
- 1943: Sweet Rosie O'Grady, d'Irving Cummings
- 1945: L'home era viu (Man Alive), de Ray Enright
- 1946: Heartbeat, de Sam Wood.
- 1947: The Hucksters, de Jack Conway
- 1948: State of the Union, de Frank Capra
- 1949: My Dream Is Yours, de Michael Curtiz i Friz Freleng
- 1950: To Please a Lady, de Clarence Brown
- 1951: Més enllà del Missouri (Across the Wide Missouri, de William A. Wellman
- 1951: The Tall Target, d'Anthony Mann
- 1956: La filla de l'ambaixador (The Ambassador's Daughter), de Norman Krasna
- 1957: Camins de glòria (Paths of Glory), de Stanley Kubrick, en què interpreta el general Boulard, un general cínic i repel·lent.[7]

## Premis i nominacions
Nominacions
- 1931: Oscar al millor actor per Primera plana, de Lewis Milestone.[8]